# Sabran (Gard)
Sabran é uma comuna francesa na região administrativa de Occitânia, no departamento de Gard. Estende-se por uma área de 35,64 km². Em 2010 a comuna tinha 1 700 habitantes (densidade: 47,7 hab./km²).